# Simon's Cat
Simon's cat is een reeks korte animatiefilms die bedacht en gemaakt zijn door de Engelse animator Simon Tofield . De reeks, die eerst op papier getekend wordt, en daarna in elkaar wordt gezet met behulp van Adobe Flash, werd bekend via YouTube maar de derde episode werd uitgezonden door de BBC voordat deze op YouTube werd geplaatst. Voor een campagne van een Engelse dierenbeschermingsorganisatie maakte Tofield een speciale aflevering met Simon's Sister's Dog. In 2009 werd het eerste stripalbum uitgebracht.
Simon Tofield laat zich bij het maken van de zwart-witfilmpjes inspireren door zijn eigen katten waardoor typisch kattengedrag goed herkenbaar is.

## Afleveringen
- Aflevering 01: Simon's Cat in: Cat Man Do (4 maart 2008)
- Aflevering 02: Simon's Cat in: Let Me In! (4 maart 2008)
- Aflevering 03: Simon's Cat in: TV Dinner (15 juli 2008)
- Aflevering 04: Simon's Sister's Dog in: Fed Up (8 december 2008)
- Aflevering 05: Simon's Cat in: Fly Guy (24 juli 2009)
- Aflevering 06: Simon's Cat in: Hot Spot (28 september 2009)
- Aflevering 07: Simon's Cat in: Snow Business (10 februari 2010)
- Aflevering 08: Simon's Cat in: The Box (18 augustus 2010)
- Aflevering 09: Simon's Cat in: Cat Chat (7 oktober 2010)
- Aflevering 10: Simon's Cat in: Lunch Break (12 november 2010)
- Aflevering 11: Simon's Cat in: Santa Claws (10 december 2010)
- Aflevering 12: Simon's Cat in: Sticky Tape (28 februari 2011)
- Aflevering 13: Simon's Cat in: Hop It (21 april 2011)
- Aflevering 14: Simon's Cat in: Hidden Treasure (16 juni 2011)
- Aflevering 15: Simon's Cat in: Cat & Mouse (2 september 2011)
- Aflevering 16: Simon's Cat in: Double Trouble (7 oktober 2011)
- Aflevering 17: Simon's Cat in: Cat Nap (23 november 2011)
- Aflevering 18: Simon's Cat in: Fowl Play (14 december 2011)
- Aflevering 19: Simon's Cat in: Shelf Life (14 maart 2012)
- Aflevering 20: Simon's Cat in: Tongue Tied (25 mei 2012)
- Aflevering 21: Simon's Cat in: Windows Pain (9 juli 2012)
- Aflevering 22: Simon's Cat in: Ready, Steady, Slow (4 augustus 2012)
- Aflevering 23: Simon's Cat in: Springtime (4 oktober 2012)
- Aflevering 24: Simon's Cat in: Fetch (29 oktober 2012)
- Aflevering 25: Simon's Cat in: Nut Again (23 november 2012)
- Aflevering 26: Simon's Cat in: Icecapade (7 december 2012)
- Aflevering 27: Simon's Cat in: Feed Me (4 februari 2013)
- Aflevering 28: Simon's Cat in: Screen Grab (12 april 2013)
- Aflevering 29: Simon's Cat in: Flower Bed (14 juni 2013)
- Aflevering 30: Simon's Cat in: Suitcase (2 augustus 2013)
- Aflevering 31: Simon's Cat in: Mirror, Mirror (13 september 2013)
- Aflevering 32: Simon's Cat in: Scary Legs (25 oktober 2013)
- Aflevering 33: Simon's Cat in: Christmas Presence (Part 1) (7 december 2013)
- Aflevering 34: Simon's Cat in: Christmas Presence (Part 2) (17 december 2013)
- Aflevering 35: Simon's Cat in: Smitten (3 februari 2014)
- Aflevering 36: Simon's Cat in: Crazy Time (3 april 2014)
- Aflevering 37: Simon's Cat in: Pawtrait (5 juni 2014)
- Aflevering 38: Simon's Cat in: Hot Water (31 juli 2014)
- Aflevering 39: Simon's Cat in: Washed Up (5 september 2014)
- Aflevering 40: Simon's Cat in: Scaredy Cat (9 oktober 2014)
- Aflevering 41: Simon's Cat in: Let Me Out (6 november 2014)
- Aflevering 42: Simon's Cat in: Cat Nip (4 november 2014)
- Aflevering 43: Simon's Cat in: Butterflies (12 februari 2015)
- Aflevering 44: Simon's Cat in: April Showers (2 april 2015)
- Aflevering 45: Simon's Cat in: Pizza Cat (20 augustus 2015)
- Aflevering 46: Simon's Cat in: Box Clever (1 oktober 2015)
- Aflevering 47: Simon's Cat in: Pug Life (5 november 2015)
- Aflevering 48: Simon's Cat in: Snow Cat (3 december 2015)
- Aflevering 49: Simon's Cat in: Tough Love (4 februari 2016)
- Aflevering 50: Simon's Cat in: Fast Track (7 april 2016)
- Aflevering 51: Simon's Cat in: Field Trip (20 mei 2016)
- Aflevering 52: Simon's Cat in: Muddy Paws (3 juni 2016)
- Aflevering 53: Simon's Cat in: Laser Toy (19 juli 2016)
- Aflevering 54: Simon's Cat in: Fish Tank (15 augustus 2016)
- Aflevering 55: Simon's Cat in: Trash Cat (2 september 2016)
- Aflevering 56: Simon's Cat in: The Monster (20 oktober 2016)
- Aflevering 57: Simon's Cat in: Bed Sheets (1 december 2016)
- Aflevering 58: Simon's Cat in: Little Box (16 december 2016)
- Aflevering 59: Dinner Date: Starters (10 februari 2017)
- Aflevering 60: Dinner Date: Main Course (17 maart 2017)
- Aflevering 61: Hop It: Easter Eggstravaganza (13 april 2017)
- Aflevering 62: Dinner Date: Just Desserts (28 april 2017)
- Aflevering 63: Copy Cat (2 juni 2017)
- Aflevering 64: Waiting Game (30 juni 2017)
- Aflevering 65: Bed Head (4 augustus 2017)
- Aflevering 66: Scratch Post (1 september 2017)
- Aflevering 67: Spider Cat (6 oktober 2017)
- Aflevering 68: Screen Grab (Ellen's 8th Annual Cat Week Dedication Edition) (19 oktober 2017)
- Aflevering 69: Hambush (3 november 2017)

## Prijzen
- "Best Comedy", British Animation Awards 2008 (aflevering 1: Cat Man Do).[3]

- "Most Outstanding Animation", Animae Caribe, Caribbean Animation Awards Festival (aflevering 2: Let Me In!)[4]

## Stripalbums
- 2009: Simon's Cat
- 2010: Simon's Cat: Beyond the Fence
- 2011: Simon's Cat in Kitten Chaos
- 2011: Simon's Cat: Feed Me!
- 2012: Simon's Cat vs. the world
- 2013: Wake up!
- 2013: Play time